# Ulica Jana Kilińskiego w Krakowie
Ulica Jana Kilińskiego – ulica w Krakowie, w dzielnicy VIII Dębniki, na Dębnikach.
Łączy ulicę Barską z okolicami ulicy Monte Cassino. Jest jednojezdniowa.

## Historia
Ulica w obecnym kształcie została wytyczona w latach dziewięćdziesiątych XIX wieku, jeszcze przed przyłączeniem Dębnik do Krakowa i od początku swojego istnienia nosiła obecną nazwę, choć została ona oficjalnie zaakceptowana przez Radę Miasta Krakowa dopiero w 1912 roku. 
Obecnie istnieje tylko część dawnej ulicy Jana Kilińskiego, dalszą część zniszczono w latach 70. XX wieku, podczas budowy węzła drogowego przy moście Grunwaldzkim i ulicy Monte Cassino.

## Zabudowa
Po zachodniej stronie ulicy:
- ul. Jana Kilińskiego 2 – kamienica, XX wieku.

Po wschodniej stronie ulicy:
- ul. Jana Kilińskiego 13 – kamienica, XX wieku.

Opracowano na podstawie źródła: Gminnej ewidencji zabytków – Kraków.

## Galeria

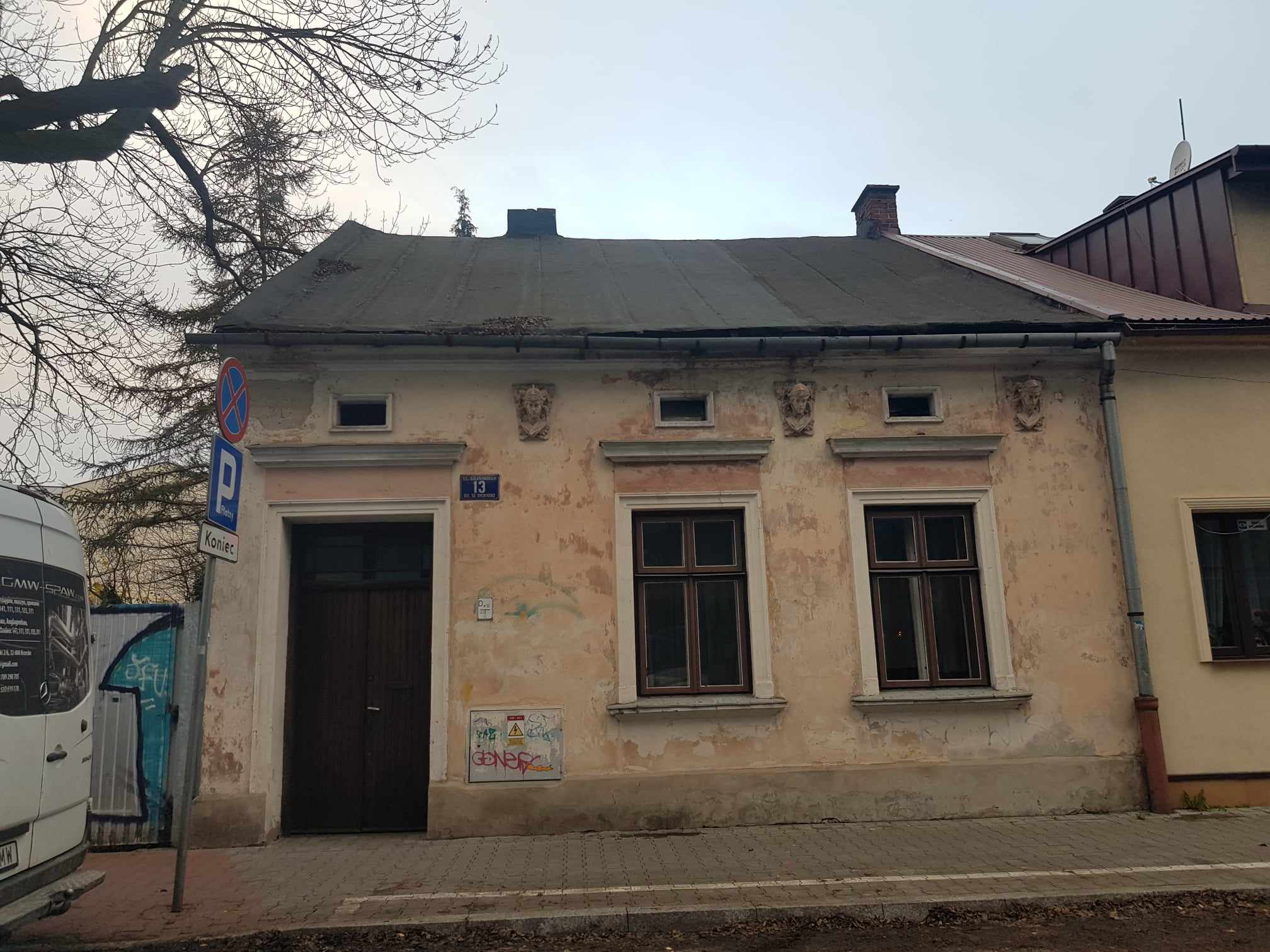
ul. Jana Kilińskiego 13 Kamienica (XX w.)
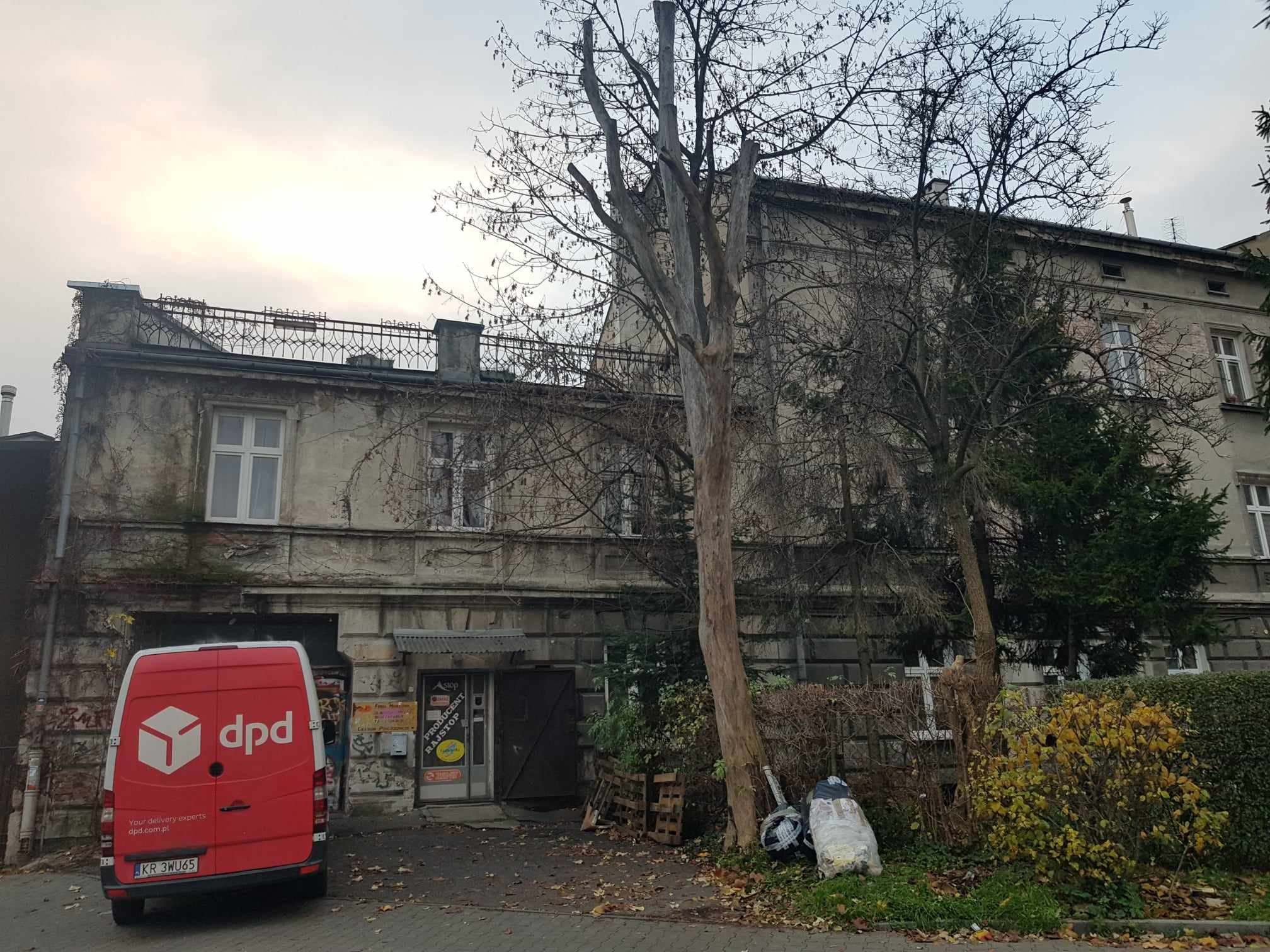
ul. Jana Kilińskiego 2 Kamienica (XX w.)